# موداسيرو ساليفو
موداسيرو ساليفو (بالإسبانية: Salifu Mudasiru)‏ هو لاعب كرة قدم غاني في مركز الدفاع، ولد في 1 أبريل 1997 في غانا لعب سابقاً في نادي الباطن و نادي البكيرية

## وصلات خارجية
- موداسيرو ساليفو على موقع Soccerway.com (الإنجليزية)
- موداسيرو ساليفو على موقع GSA (الإنجليزية)